# Senao Networks
Senao Networks, Inc. — тайванська компанія, виробник продуктів для мереж передачі даних і телефонії, що продаються під брендами EnGenius і Senao.
Компанію було засновано 12 жовтня 2006 року, її штаб-квартира розташована в місті Таоюань (Тайвань).
Компанію було виділено 2006 року від Senao International, Co., Ltd., дистриб'ютора стільникових телефонів і пов'язаної електроніки та аксесуарів, — дочірнього підприємства Chunghwa Telecom, чинного оператора телефонної мережі загального користування, мобільного та широкосмугового зв'язку Тайваню. Усі три є публічними компаніями, зареєстрованими на Тайванській фондовій біржі.
Мережеві продукти представлені комутаторами, точками доступу Wi-Fi для приміщень і для зовнішнього застосування, та пристроями LTE.
Продукти для телефонії включають лінійку DuraFon бездротових телефонів великого радіусу дії (версії PSTN та VoIP/SIP).